# زمردی گلوتابان
زمردی گلوتابان (نام علمی: Chionomesa fimbriata)، که گاهی در سردۀ Polyerata جای می‌گیرد، یک گونه مگس‌مرغ از خانواده مگس‌مرغان است که در حوضه آمازون، ونزوئلا، گویان، برزیل و ترینیداد یافت می‌شود. زیستگاه‌های طبیعی آن جنگل‌های دشت نمناک نیمه‌گرمسیری یا گرمسیری، بوته‌های خشک نیمه‌گرمسیری یا گرمسیری و جنگل‌های پیشین به شدت تخریب شده است.